# Kristin Blystad-Bjerke
Kristin Blystad-Bjerke (* 7. Juli 1980) ist eine ehemalige norwegische Fußballspielerin.

## Karriere

### Vereine
Blystad-Bjerke spielte bereits im Alter von 17 Jahren für den Kolbotn IL in der Eliteserien, der seinerzeit höchsten Spielklasse im norwegischen Frauenfußball und bestritt in den Spielzeiten 1997 bis 1999 insgesamt 40 Punktspiele, in denen sie elf Tore erzielte. Ihr Debüt im Seniorinnenbereich gab sie am 27. April 1997 beim 1:1-Unentschieden im Heimspiel gegen den Asker Fotball mit Einwechslung für Elisabeth Fagereng ab der 65. Minute. Ihr erstes von fünf Toren in ihrer Premierenspielzeit erzielte sie am 11. Mai 1997 bei der 1:4-Niederlage im Heimspiel gegen den Setskog/Høland FK mit dem Treffer zum 1:1 in der 63. Minute.
Von 1999 bis 2001 war sie in Dänemark für den in Aalborg ansässigen Idrætsklubben Aalborg Freja aktiv, bevor sie nach Kolbotn zurückkehrte, ein zweites Mal für den Kolbotn IL in der höchsten Spielklasse, nunmehr Toppserien genannt, von 2002 bis 2008 in 97 weiteren Punktspielen zum Einsatz kam und 46 Tore erzielte.

### Nationalmannschaft
Nachdem sie für die Nachwuchsnationalmannschaften der DBU der Altersklassen U16 und U18 in vier Jahren in 20 Länderspielen zum Einsatz gekommen war und am 3. Mai 1996 in Åmål beim 7:0-Sieg im Freundschaftsspiel gegen die U16-Nationalmannschaft Israels als Nationalspielerin debütiert und gleich ihre ersten beiden Länderspieltore erzielt hatte, gab sie am 9. Mai 2002 ihren Einstand in der A-Nationalmannschaft – als Einwechselspielerin für Linda Ørmen ab der 73. Minute. Das in Halden gegen die Nationalmannschaft Frankreichs ausgetragene fünfte Spiel der WM-Qualifikationsgruppe 1 in der Klasse A wurde mit 3:1 gewonnen. Am 17. und 21. Juli 2002 wurde sie beim 2:2-Unentschieden gegen die Nationalmannschaft Kanadas und bei der 0:4-Niederlage gegen die US-amerikanische Nationalmannschaft in Toronto und Blaine berücksichtigt. Im Spieljahr 2006 nahm sie an zwei Turnieren teil, zunächst in den letzten beiden Spielen im Vier-Nationen-Turnier in Guangzhou im Januar, anschließend in drei Spielen im Turnier um den Algarve-Cup in Portugal im März, das auf Platz 5 beendet wurde. Höhepunkt ihrer Länderspielkarriere dürfte ihr Einsatz am 19. Juni 2005 in Blackburn gewesen sein; sie wurde bei der 1:3-Niederlage gegen die Nationalmannschaft Deutschlands im Finale der Europameisterschaft in der 87. Minute für Lise Klaveness eingewechselt.

## Erfolge
- Finalist Europameisterschaft 2005

## Sonstiges
Seit 2009 ist sie ist mit der norwegischen Fußballspielerin Trine Rønning verheiratet, kurz nachdem die gleichgeschlechtliche Ehe in Norwegen legalisiert worden war.